# Recopa de Europa 1983-84
La Recopa de Europa 1983-84 fue la 24a edición de la Recopa de Europa, en la que participaron los campeones nacionales de copa en la temporada anterior. En esta edición participaron 33 clubes pertenecientes a 32 federaciones nacionales diferentes.
La final, disputada a partido único, enfrentó a la Juventus con el Porto en el estadio St. Jakob Stadium, en Basilea, donde venció el equipo turinés por 2-1.

## Ronda previa
| Equipo 1     | Agr. | Equipo 2  | Ida | Vuelta |
| ------------ | ---- | --------- | --- | ------ |
| Swansea City | 1–2  | Magdeburg | 1–1 | 0–1    |

Ida
| 24-8-1983 | Swansea City | 1–1     | Magdeburg   | Vetch Field, Swansea                                        |                                                             |
|           | Walsh 80'    | Reporte | Streich 88' | Asistencia: 6,476 espectadores Árbitro(s): Erik Fredriksson | Asistencia: 6,476 espectadores Árbitro(s): Erik Fredriksson |

Vuelta
| 31-8-1983 | Magdeburg      | 1–0 (Global 2-1) | Swansea City | Ernst-Grube-Stadion, Magdeburg                              |                                                             |
|           | Pommerenke 24' | Reporte          |              | Asistencia: 25,000 espectadores Árbitro(s): Georges Konrath | Asistencia: 25,000 espectadores Árbitro(s): Georges Konrath |

## Dieciseisavos de final
| Equipo 1              | Agr. | Equipo 2          | Ida | Vuelta |
| --------------------- | ---- | ----------------- | --- | ------ |
| NEC                   | 2–1  | Brann             | 1–1 | 1–0    |
| Magdeburg             | 1–7  | Barcelona         | 1–5 | 0–2    |
| Mersin İ. Y.          | 0–1  | Spartak Varna     | 0–0 | 0–1    |
| Manchester United     | 3–3  | Dukla Prague      | 1–1 | 2–2    |
| Hammarby              | 5–2  | 17 Nëntori Tirana | 4–0 | 1–2    |
| Sligo Rovers          | 0–4  | Haka              | 0–1 | 0–3    |
| Glentoran             | 2–4  | PSG               | 1–2 | 1–2    |
| Juventus              | 10–2 | Lechia Gdańsk     | 7–0 | 3–2    |
| Valletta              | 0–18 | Rangers           | 0–8 | 0–10   |
| Dinamo Zagreb         | 2–2  | Porto             | 2–1 | 0–1    |
| B 1901 Nykøbing       | 3–9  | Shakhtar Donetsk  | 1–5 | 2–4    |
| Servette              | 9–1  | Avenir Beggen     | 4–0 | 5–1    |
| AEK Athens            | 3–4  | Újpest            | 2–0 | 1–4    |
| Wacker Innsbruck      | 2–7  | Köln              | 1–0 | 1–7    |
| Enosis Neon Paralimni | 3–7  | Beveren           | 2–4 | 1–3    |
| ÍA                    | 2–3  | Aberdeen          | 1–2 | 1–1    |

Ida
| 14-9-1983 | NEC            | 1–1     | Brann     | Goffertstadion, Nijmegen          |                                   |
|           | F. Janssen 42' | Reporte | Krogh 67' | Árbitro(s): Ángel Franco Martínez | Árbitro(s): Ángel Franco Martínez |

| 14-9-1983 | Magdeburg      | 1–5     | Barcelona                                                       | Ernst-Grube-Stadion, Magdeburg                            |                                                           |
|           | Pommerenke 58' | Reporte | Schuster 3' · Maradona 14', 76', 79' (pen.) · Periko Alonso 66' | Asistencia: 32,000 espectadores Árbitro(s): Luigi Agnolin | Asistencia: 32,000 espectadores Árbitro(s): Luigi Agnolin |

| 14-9-1983 | Mersin | 0–0     | Spartak Varna | Tevfik Sırrı Gür Stadyumu, Mersin                               |                                                                 |
|           |        | Reporte |               | Asistencia: 7,810 espectadores Árbitro(s): Aleksandr Mushkovets | Asistencia: 7,810 espectadores Árbitro(s): Aleksandr Mushkovets |

| 14-9-1983 | Manchester United  | 1–1     | Dukla Prague | Old Trafford, Manchester                                 |                                                          |
|           | Wilkins 89' (pen.) | Reporte | Kříž 60'     | Asistencia: 39,765 espectadores Árbitro(s): Adolf Prokop | Asistencia: 39,765 espectadores Árbitro(s): Adolf Prokop |

| 14-9-1983 | Hammarby                                        | 4–0     | 17 Nëntori Tirana | Söderstadion, Stockholm                                   |                                                           |
|           | K. Ohlsson 18', 46' · Wahlberg 39' · Lundin 58' | Reporte |                   | Asistencia: 7,034 espectadores Árbitro(s): Hugh Alexander | Asistencia: 7,034 espectadores Árbitro(s): Hugh Alexander |

| 14-9-1983 | Sligo Rovers | 0–1     | Haka       | The Showgrounds, Sligo       |                              |
|           |              | Reporte | Valvee 29' | Árbitro(s): Cornelius Bakker | Árbitro(s): Cornelius Bakker |

| 14-9-1983 | Glentoran   | 1–2     | PSG                     | The Oval, Belfast                                              |                                                                |
|           | Jameson 75' | Reporte | Zaremba 78' · N'Gom 84' | Asistencia: 3,061 espectadores Árbitro(s): Alphonse Constantin | Asistencia: 3,061 espectadores Árbitro(s): Alphonse Constantin |

| 14-9-1983 | Juventus                                                | 7–0     | Lechia Gdańsk | Stadio Comunale Vittorio Pozzo, Turin                             |                                                                   |
|           | Platini 18', 26' · Penzo 24', 28', 60', 67' · Rossi 75' | Reporte |               | Asistencia: 29,092 espectadores Árbitro(s): Raúl Fernandes Nazaré | Asistencia: 29,092 espectadores Árbitro(s): Raúl Fernandes Nazaré |

| 14-9-1983 | Valletta | 0–8     | Rangers                                                                            | Ta' Qali National Stadium, Ta' Qali                        |                                                            |
|           |          | Reporte | Paterson 8' · McPherson 17', 34', 42', 48' · MacDonald 36' · Prytz 37', 59' (pen.) | Asistencia: 18,213 espectadores Árbitro(s): Milorad Vlajić | Asistencia: 18,213 espectadores Árbitro(s): Milorad Vlajić |

| 14-9-1983 | Dinamo Zagreb            | 2–1     | Porto     | Stadion Maksimir, Zagreb                                |                                                         |
|           | Kranjčar 25' (pen.), 85' | Reporte | Gomes 65' | Asistencia: 35,000 espectadores Árbitro(s): Talal Tokat | Asistencia: 35,000 espectadores Árbitro(s): Talal Tokat |

| 14-9-1983 | B 1901 Nykøbing   | 1–5     | Shakhtar Donetsk                                  | Nykøbing Falster Idrætspark, Nykøbing Falster            |                                                          |
|           | Bøgvad 50' (pen.) | Reporte | Morozov 25', 53' · Hrachov 32', 72' · Radenko 43' | Asistencia: 1,892 espectadores Árbitro(s): Klaus Peschel | Asistencia: 1,892 espectadores Árbitro(s): Klaus Peschel |

| 14-9-1983 | Servette                                             | 4–0     | Avenir Beggen | Charmilles Stadium, Geneva                                 |                                                            |
|           | Schnyder 25' · Brigger 52' · Elia 55' · Barberis 75' | Reporte |               | Asistencia: 5,130 espectadores Árbitro(s): Georges Konrath | Asistencia: 5,130 espectadores Árbitro(s): Georges Konrath |

| 14-9-1983 | AEK Athens            | 2–0     | Újpest | AEK Stadium, Athens       |                           |
|           | Kottis 65' · Ross 88' | Reporte |        | Árbitro(s): Keith Hackett | Árbitro(s): Keith Hackett |

| 14-9-1983 | Wacker Innsbruck | 1–0     | Köln | Tivoli, Innsbruck                                         |                                                           |
|           | Gröss 71'        | Reporte |      | Asistencia: 15,500 espectadores Árbitro(s): Dušan Krchňák | Asistencia: 15,500 espectadores Árbitro(s): Dušan Krchňák |

| 14-9-1983 | Enosis Neon Paralimni         | 2–4     | Beveren                                                | Dimotiko Stadio Paralimniou, Paralimni                  |                                                         |
|           | Zouvanis 12' · Tsierkezos 59' | Reporte | Schönberger 16' · Garot 29' · Kusto 53' · Stalmans 84' | Asistencia: 1,000 espectadores Árbitro(s): Lajos Németh | Asistencia: 1,000 espectadores Árbitro(s): Lajos Németh |

| 14-9-1983 | ÍA              | 1–2     | Aberdeen        | Laugardalsvöllur, Reykjavík                             |                                                         |
|           | Halldórsson 28' | Reporte | McGhee 30', 38' | Asistencia: 5,577 espectadores Árbitro(s): Patrick Daly | Asistencia: 5,577 espectadores Árbitro(s): Patrick Daly |

Vuelta
| 27-9-1983                                                      | Dukla Prague              | 2–2 (Global 3-3) | Manchester United          | Stadion Juliska, Prague                                   |                                                           |
|                                                                | Štambachr 11' · Daněk 83' | Reporte          | Robson 33' · Stapleton 79' | Asistencia: 25,000 espectadores Árbitro(s): Heinz Fahnler | Asistencia: 25,000 espectadores Árbitro(s): Heinz Fahnler |
| Manchester United clasifica por la regla del gol de visitante. |                           |                  |                            |                                                           |                                                           |

| 27-9-1983 | Avenir Beggen | 1–5 (Global 1-9) | Servette                                                | Stade rue Henri Dunant, Luxembourg City                 |                                                         |
|           | Dresch 51'    | Reporte          | Elia 33' · Brigger 43', 72' · Castella 62' · Geiger 89' | Asistencia: 516 espectadores Árbitro(s): Louis Delsemme | Asistencia: 516 espectadores Árbitro(s): Louis Delsemme |

| 28-9-1983 | Brann | 0–1 (Global 1-2) | NEC          | Brann Stadion, Bergen                                     |                                                           |
|           |       | Reporte          | Mommertz 24' | Asistencia: 11,247 espectadores Árbitro(s): Alex Jacobsen | Asistencia: 11,247 espectadores Árbitro(s): Alex Jacobsen |

| 28-9-1983 | Barcelona      | 2–0 (Global 7-1) | Magdeburg | Estadio del FC Barcelona, Barcelona                      |                                                          |
|           | Quini 32', 78' | Reporte          |           | Asistencia: 17,800 espectadores Árbitro(s): Bruno Galler | Asistencia: 17,800 espectadores Árbitro(s): Bruno Galler |

| 28-9-1983 | Spartak Varna | 1–0 (Global 1-0) | Mersin | Yuri Gagarin Stadium, Varna                              |                                                          |
|           | Kazakov 61'   | Reporte          |        | Asistencia: 5,102 espectadores Árbitro(s): Radu Petrescu | Asistencia: 5,102 espectadores Árbitro(s): Radu Petrescu |

| 28-9-1983 | 17 Nëntori Tirana   | 2–1 (Global 2-5) | Hammarby       | Stadiumi Qemal Stafa, Tirana                                     |                                                                  |
|           | Vila 47' · Mema 64' | Reporte          | Efraimsson 53' | Asistencia: 19,000 espectadores Árbitro(s): Gerasimos Germanakos | Asistencia: 19,000 espectadores Árbitro(s): Gerasimos Germanakos |

| 28-9-1983 | Haka                                           | 3–0 (Global 4-0) | Sligo Rovers | Tehtaan kenttä, Valkeakoski                                  |                                                              |
|           | Nissinen 52' · Huoviala 54' · Dziadulewicz 77' | Reporte          |              | Asistencia: 1,253 espectadores Árbitro(s): Anatoly Milchenko | Asistencia: 1,253 espectadores Árbitro(s): Anatoly Milchenko |

| 28-9-1983 | PSG                             | 2–1 (Global 4-2) | Glentoran  | Parc des Princes, Paris                                     |                                                             |
|           | Bathenay 48' (pen.) · Sušić 76' | Reporte          | Mullan 20' | Asistencia: 22,396 espectadores Árbitro(s): Vitor Fernandes | Asistencia: 22,396 espectadores Árbitro(s): Vitor Fernandes |

| 28-9-1983 | Lechia Gdańsk                           | 2–3 (Global 2-10) | Juventus                              | Stadion MOSiR, Gdańsk                                     |                                                           |
|           | Kowalczyk 50' · Kruszczyński 65' (pen.) | Reporte           | Vignola 17' · Tavola 77' · Boniek 83' | Asistencia: 33,000 espectadores Árbitro(s): Keith Hackett | Asistencia: 33,000 espectadores Árbitro(s): Keith Hackett |

| 28-9-1983 | Rangers | 10–0 (Global 18-0) | Valletta | Ibrox Stadium, Glasgow                                           |                                                                  |
|           | Mitchell 1', 10' · MacDonald 6', 36', 62' (pen.) · Dawson 16' · MacKay 52' · Redford 55', 90' · Davies 67' | Reporte            |          | Asistencia: 12,000 espectadores Árbitro(s): Guðmundur Haraldsson | Asistencia: 12,000 espectadores Árbitro(s): Guðmundur Haraldsson |

| 28-9-1983                                          | Porto     | 1–0 (Global 2-2) | Dinamo Zagreb | Estádio das Antas, Porto                                  |                                                           |
|                                                    | Gomes 85' | Reporte          |               | Asistencia: 45,000 espectadores Árbitro(s): Bob Valentine | Asistencia: 45,000 espectadores Árbitro(s): Bob Valentine |
| Porto clasifica por la regla del gol de visitante. |           |                  |               |                                                           |                                                           |

| 28-9-1983 | Shakhtar Donetsk                                       | 4–2 (Global 9-3) | B 1901 Nykøbing                           | Shakhtar Stadium, Donetsk                                   |                                                             |
|           | Morozov 25', 83' · Sokolovsky 37' (pen.) · Hrachov 80' | Reporte          | Sokolovsky 23' (a.g.) · Bøgvad 77' (pen.) | Asistencia: 28,600 espectadores Árbitro(s): Akhmed Yasharov | Asistencia: 28,600 espectadores Árbitro(s): Akhmed Yasharov |

| 28-9-1983 | Újpest                                                  | 4–1 (Global 4-3) | AEK Athens  | Megyeri úti Stadion, Budapest                           |                                                         |
|           | Kisznyér 10' · Kiss 13' · Kardos 39' (pen.), 74' (pen.) | Reporte          | Vlachos 17' | Asistencia: 6,618 espectadores Árbitro(s): Dieter Pauly | Asistencia: 6,618 espectadores Árbitro(s): Dieter Pauly |

| 28-9-1983 | Köln                                                               | 7–1 (Global 7-2) | Wacker Innsbruck | Müngersdorfer Stadion, Cologne                          |                                                         |
|           | Strack 13', 60' · Allofs 15', 53' · Fischer 26', 49' · Steiner 44' | Reporte          | Gröss 31'        | Asistencia: 15,320 espectadores Árbitro(s): André Daina | Asistencia: 15,320 espectadores Árbitro(s): André Daina |

| 28-9-1983 | Beveren                                     | 3–1 (Global 7-3) | Enosis Neon Paralimni | Freethiel, Beveren                                       |                                                          |
|           | Theunis 27' · Lambrichts 29' · Stalmans 36' | Reporte          | Kalimeras 64'         | Asistencia: 2,972 espectadores Árbitro(s): Norbert Risch | Asistencia: 2,972 espectadores Árbitro(s): Norbert Risch |

| 28-9-1983 | Aberdeen            | 1–1 (Global 3-2) | ÍA                   | Pittodrie Stadium, Aberdeen                            |                                                        |
|           | Strachan 68' (pen.) | Reporte          | Áskelsson 89' (pen.) | Asistencia: 12,179 espectadores Árbitro(s): Rolf Nyhus | Asistencia: 12,179 espectadores Árbitro(s): Rolf Nyhus |

## Rondas siguientes
|  | Primera ronda                                                         | Primera ronda                                                         | Primera ronda                                                         | Primera ronda                                                         |   |                     | Segunda ronda                                                   | Segunda ronda                                                   | Segunda ronda                                                   | Segunda ronda                                                   |  |  | Cuartos de final                                      | Cuartos de final                                      | Cuartos de final                                      | Cuartos de final                                      |  |  | Semifinales                                            | Semifinales                                            | Semifinales                                            | Semifinales                                            |  |  | Final                                         | Final                                         |  |
|  | 14 de septiembre de 1983 (ida) 27 y 28 de septiembre de 1983 (vuelta) | 14 de septiembre de 1983 (ida) 27 y 28 de septiembre de 1983 (vuelta) | 14 de septiembre de 1983 (ida) 27 y 28 de septiembre de 1983 (vuelta) | 14 de septiembre de 1983 (ida) 27 y 28 de septiembre de 1983 (vuelta) |   |                     | 19 de octubre de 1983 (ida) 1 y 2 de noviembre de 1983 (vuelta) | 19 de octubre de 1983 (ida) 1 y 2 de noviembre de 1983 (vuelta) | 19 de octubre de 1983 (ida) 1 y 2 de noviembre de 1983 (vuelta) | 19 de octubre de 1983 (ida) 1 y 2 de noviembre de 1983 (vuelta) |  |  | 7 de marzo de 1984 (ida) 21 de marzo de 1984 (vuelta) | 7 de marzo de 1984 (ida) 21 de marzo de 1984 (vuelta) | 7 de marzo de 1984 (ida) 21 de marzo de 1984 (vuelta) | 7 de marzo de 1984 (ida) 21 de marzo de 1984 (vuelta) |  |  | 11 de abril de 1984 (ida) 25 de abril de 1984 (vuelta) | 11 de abril de 1984 (ida) 25 de abril de 1984 (vuelta) | 11 de abril de 1984 (ida) 25 de abril de 1984 (vuelta) | 11 de abril de 1984 (ida) 25 de abril de 1984 (vuelta) |  |  | 16 de mayo de 1984 St. Jakob Stadion, Basilea | 16 de mayo de 1984 St. Jakob Stadion, Basilea |  |
|  |                                                                       |                                                                       |                                                                       |                                                                       |   |                     |                                                                 |                                                                 |                                                                 |                                                                 |  |  |                                                       |                                                       |                                                       |                                                       |  |  |                                                        |                                                        |                                                        |                                                        |  |  |                                               |                                               |  |
|  | NEC Nimega                                                            | 1                                                                     | 1                                                                     | 2                                                                     |   |                     |                                                                 |                                                                 |                                                                 |                                                                 |  |  |                                                       |                                                       |                                                       |                                                       |  |  |                                                        |                                                        |                                                        |                                                        |  |  |                                               |                                               |  |
|  | NEC Nimega                                                            | 1                                                                     | 1                                                                     | 2                                                                     |   |                     |                                                                 |                                                                 |                                                                 |                                                                 |  |  |                                                       |                                                       |                                                       |                                                       |  |  |                                                        |                                                        |                                                        |                                                        |  |  |                                               |                                               |  |
|  | Brann                                                                 | 1                                                                     | 0                                                                     | 1                                                                     |   |                     |                                                                 |                                                                 |                                                                 |                                                                 |  |  |                                                       |                                                       |                                                       |                                                       |  |  |                                                        |                                                        |                                                        |                                                        |  |  |                                               |                                               |  |
|  | Brann                                                                 | 1                                                                     | 0                                                                     | 1                                                                     |   | NEC Nimega          | 2                                                               | 0                                                               | 2                                                               |                                                                 |  |  |                                                       |                                                       |                                                       |                                                       |  |  |                                                        |                                                        |                                                        |                                                        |  |  |                                               |                                               |  |
|  |                                                                       |                                                                       |                                                                       |                                                                       |   | NEC Nimega          | 2                                                               | 0                                                               | 2                                                               |                                                                 |  |  |                                                       |                                                       |                                                       |                                                       |  |  |                                                        |                                                        |                                                        |                                                        |  |  |                                               |                                               |  |
|  |                                                                       |                                                                       | Barcelona                                                             | 3                                                                     | 2 | 5                   |                                                                 |                                                                 |                                                                 |                                                                 |  |  |                                                       |                                                       |                                                       |                                                       |  |  |                                                        |                                                        |                                                        |                                                        |  |  |                                               |                                               |  |
|  | Magdeburgo                                                            | 1                                                                     | Barcelona                                                             | 3                                                                     | 2 | 5                   | 0                                                               | 1                                                               |                                                                 |                                                                 |  |  |                                                       |                                                       |                                                       |                                                       |  |  |                                                        |                                                        |                                                        |                                                        |  |  |                                               |                                               |  |
|  | Magdeburgo                                                            | 1                                                                     |                                                                       |                                                                       |   |                     |                                                                 |                                                                 |                                                                 |                                                                 |  |  |                                                       |                                                       |                                                       |                                                       |  |  |                                                        |                                                        |                                                        |                                                        |  |  |                                               |                                               |  |
|  | Barcelona                                                             | 5                                                                     | 2                                                                     | 7                                                                     |   |                     |                                                                 |                                                                 |                                                                 |                                                                 |  |  |                                                       |                                                       |                                                       |                                                       |  |  |                                                        |                                                        |                                                        |                                                        |  |  |                                               |                                               |  |
|  | Barcelona                                                             | 5                                                                     | 2                                                                     | 7                                                                     |   | Barcelona           | 2                                                               | 0                                                               | 2                                                               |                                                                 |  |  |                                                       |                                                       |                                                       |                                                       |  |  |                                                        |                                                        |                                                        |                                                        |  |  |                                               |                                               |  |
|  |                                                                       |                                                                       |                                                                       |                                                                       |   |                     |                                                                 |                                                                 |                                                                 |                                                                 |  |  |                                                       |                                                       |                                                       |                                                       |  |  |                                                        |                                                        |                                                        |                                                        |  |  |                                               |                                               |  |
|  |                                                                       |                                                                       | Manchester United                                                     | 0                                                                     | 3 | 3                   |                                                                 |                                                                 |                                                                 |                                                                 |  |  |                                                       |                                                       |                                                       |                                                       |  |  |                                                        |                                                        |                                                        |                                                        |  |  |                                               |                                               |  |
|  | Mersin İdman Yurdu                                                    | 0                                                                     | Manchester United                                                     | 0                                                                     | 3 | 3                   | 0                                                               | 0                                                               |                                                                 |                                                                 |  |  |                                                       |                                                       |                                                       |                                                       |  |  |                                                        |                                                        |                                                        |                                                        |  |  |                                               |                                               |  |
|  | Mersin İdman Yurdu                                                    | 0                                                                     |                                                                       |                                                                       |   |                     |                                                                 |                                                                 |                                                                 |                                                                 |  |  |                                                       |                                                       |                                                       |                                                       |  |  |                                                        |                                                        |                                                        |                                                        |  |  |                                               |                                               |  |
|  | Spartak Varna                                                         | 0                                                                     | 1                                                                     | 1                                                                     |   |                     |                                                                 |                                                                 |                                                                 |                                                                 |  |  |                                                       |                                                       |                                                       |                                                       |  |  |                                                        |                                                        |                                                        |                                                        |  |  |                                               |                                               |  |
|  | Spartak Varna                                                         | 0                                                                     | 1                                                                     | 1                                                                     |   | Spartak Varna       | 1                                                               | 0                                                               | 1                                                               |                                                                 |  |  |                                                       |                                                       |                                                       |                                                       |  |  |                                                        |                                                        |                                                        |                                                        |  |  |                                               |                                               |  |
|  |                                                                       |                                                                       |                                                                       |                                                                       |   | Spartak Varna       | 1                                                               | 0                                                               | 1                                                               |                                                                 |  |  |                                                       |                                                       |                                                       |                                                       |  |  |                                                        |                                                        |                                                        |                                                        |  |  |                                               |                                               |  |
|  |                                                                       |                                                                       | Manchester United                                                     | 2                                                                     | 2 | 4                   |                                                                 |                                                                 |                                                                 |                                                                 |  |  |                                                       |                                                       |                                                       |                                                       |  |  |                                                        |                                                        |                                                        |                                                        |  |  |                                               |                                               |  |
|  | Manchester United (v.)                                                | 1                                                                     | Manchester United                                                     | 2                                                                     | 2 | 4                   | 2                                                               | 3                                                               |                                                                 |                                                                 |  |  |                                                       |                                                       |                                                       |                                                       |  |  |                                                        |                                                        |                                                        |                                                        |  |  |                                               |                                               |  |
|  | Manchester United (v.)                                                | 1                                                                     |                                                                       |                                                                       |   |                     |                                                                 |                                                                 |                                                                 |                                                                 |  |  |                                                       |                                                       |                                                       |                                                       |  |  |                                                        |                                                        |                                                        |                                                        |  |  |                                               |                                               |  |
|  | Dukla Praga                                                           | 1                                                                     | 2                                                                     | 3                                                                     |   |                     |                                                                 |                                                                 |                                                                 |                                                                 |  |  |                                                       |                                                       |                                                       |                                                       |  |  |                                                        |                                                        |                                                        |                                                        |  |  |                                               |                                               |  |
|  | Dukla Praga                                                           | 1                                                                     | 2                                                                     | 3                                                                     |   | Manchester United   | 1                                                               | 1                                                               | 2                                                               |                                                                 |  |  |                                                       |                                                       |                                                       |                                                       |  |  |                                                        |                                                        |                                                        |                                                        |  |  |                                               |                                               |  |
|  |                                                                       |                                                                       |                                                                       |                                                                       |   |                     |                                                                 |                                                                 |                                                                 |                                                                 |  |  |                                                       |                                                       |                                                       |                                                       |  |  |                                                        |                                                        |                                                        |                                                        |  |  |                                               |                                               |  |
|  |                                                                       |                                                                       | Juventus                                                              | 1                                                                     | 2 | 3                   |                                                                 |                                                                 |                                                                 |                                                                 |  |  |                                                       |                                                       |                                                       |                                                       |  |  |                                                        |                                                        |                                                        |                                                        |  |  |                                               |                                               |  |
|  | Hammarby                                                              | 4                                                                     | Juventus                                                              | 1                                                                     | 2 | 3                   | 1                                                               | 5                                                               |                                                                 |                                                                 |  |  |                                                       |                                                       |                                                       |                                                       |  |  |                                                        |                                                        |                                                        |                                                        |  |  |                                               |                                               |  |
|  | Hammarby                                                              | 4                                                                     |                                                                       |                                                                       |   |                     |                                                                 |                                                                 |                                                                 |                                                                 |  |  |                                                       |                                                       |                                                       |                                                       |  |  |                                                        |                                                        |                                                        |                                                        |  |  |                                               |                                               |  |
|  | 17 Nëntori Tirana                                                     | 0                                                                     | 2                                                                     | 2                                                                     |   |                     |                                                                 |                                                                 |                                                                 |                                                                 |  |  |                                                       |                                                       |                                                       |                                                       |  |  |                                                        |                                                        |                                                        |                                                        |  |  |                                               |                                               |  |
|  | 17 Nëntori Tirana                                                     | 0                                                                     | 2                                                                     | 2                                                                     |   | Hammarby            | 1                                                               | 1                                                               | 2                                                               |                                                                 |  |  |                                                       |                                                       |                                                       |                                                       |  |  |                                                        |                                                        |                                                        |                                                        |  |  |                                               |                                               |  |
|  |                                                                       |                                                                       |                                                                       |                                                                       |   | Hammarby            | 1                                                               | 1                                                               | 2                                                               |                                                                 |  |  |                                                       |                                                       |                                                       |                                                       |  |  |                                                        |                                                        |                                                        |                                                        |  |  |                                               |                                               |  |
|  |                                                                       |                                                                       | Haka (t. s.)                                                          | 1                                                                     | 2 | 3                   |                                                                 |                                                                 |                                                                 |                                                                 |  |  |                                                       |                                                       |                                                       |                                                       |  |  |                                                        |                                                        |                                                        |                                                        |  |  |                                               |                                               |  |
|  | Sligo Rovers                                                          | 0                                                                     | Haka (t. s.)                                                          | 1                                                                     | 2 | 3                   | 0                                                               | 0                                                               |                                                                 |                                                                 |  |  |                                                       |                                                       |                                                       |                                                       |  |  |                                                        |                                                        |                                                        |                                                        |  |  |                                               |                                               |  |
|  | Sligo Rovers                                                          | 0                                                                     |                                                                       |                                                                       |   |                     |                                                                 |                                                                 |                                                                 |                                                                 |  |  |                                                       |                                                       |                                                       |                                                       |  |  |                                                        |                                                        |                                                        |                                                        |  |  |                                               |                                               |  |
|  | Haka                                                                  | 1                                                                     | 3                                                                     | 4                                                                     |   |                     |                                                                 |                                                                 |                                                                 |                                                                 |  |  |                                                       |                                                       |                                                       |                                                       |  |  |                                                        |                                                        |                                                        |                                                        |  |  |                                               |                                               |  |
|  | Haka                                                                  | 1                                                                     | 3                                                                     | 4                                                                     |   | Haka                | 0                                                               | 0                                                               | 0                                                               |                                                                 |  |  |                                                       |                                                       |                                                       |                                                       |  |  |                                                        |                                                        |                                                        |                                                        |  |  |                                               |                                               |  |
|  |                                                                       |                                                                       |                                                                       |                                                                       |   |                     |                                                                 |                                                                 |                                                                 |                                                                 |  |  |                                                       |                                                       |                                                       |                                                       |  |  |                                                        |                                                        |                                                        |                                                        |  |  |                                               |                                               |  |
|  |                                                                       |                                                                       | Juventus                                                              | 1                                                                     | 1 | 2                   |                                                                 |                                                                 |                                                                 |                                                                 |  |  |                                                       |                                                       |                                                       |                                                       |  |  |                                                        |                                                        |                                                        |                                                        |  |  |                                               |                                               |  |
|  | Glentoran                                                             | 1                                                                     | Juventus                                                              | 1                                                                     | 1 | 2                   | 1                                                               | 2                                                               |                                                                 |                                                                 |  |  |                                                       |                                                       |                                                       |                                                       |  |  |                                                        |                                                        |                                                        |                                                        |  |  |                                               |                                               |  |
|  | Glentoran                                                             | 1                                                                     |                                                                       |                                                                       |   |                     |                                                                 |                                                                 |                                                                 |                                                                 |  |  |                                                       |                                                       |                                                       |                                                       |  |  |                                                        |                                                        |                                                        |                                                        |  |  |                                               |                                               |  |
|  | París Saint-Germain                                                   | 2                                                                     | 2                                                                     | 4                                                                     |   |                     |                                                                 |                                                                 |                                                                 |                                                                 |  |  |                                                       |                                                       |                                                       |                                                       |  |  |                                                        |                                                        |                                                        |                                                        |  |  |                                               |                                               |  |
|  | París Saint-Germain                                                   | 2                                                                     | 2                                                                     | 4                                                                     |   | París Saint-Germain | 2                                                               | 0                                                               | 2                                                               |                                                                 |  |  |                                                       |                                                       |                                                       |                                                       |  |  |                                                        |                                                        |                                                        |                                                        |  |  |                                               |                                               |  |
|  |                                                                       |                                                                       |                                                                       |                                                                       |   | París Saint-Germain | 2                                                               | 0                                                               | 2                                                               |                                                                 |  |  |                                                       |                                                       |                                                       |                                                       |  |  |                                                        |                                                        |                                                        |                                                        |  |  |                                               |                                               |  |
|  |                                                                       |                                                                       | Juventus (v.)                                                         | 2                                                                     | 0 | 2                   |                                                                 |                                                                 |                                                                 |                                                                 |  |  |                                                       |                                                       |                                                       |                                                       |  |  |                                                        |                                                        |                                                        |                                                        |  |  |                                               |                                               |  |
|  | Juventus                                                              | 7                                                                     | Juventus (v.)                                                         | 2                                                                     | 0 | 2                   | 3                                                               | 10                                                              |                                                                 |                                                                 |  |  |                                                       |                                                       |                                                       |                                                       |  |  |                                                        |                                                        |                                                        |                                                        |  |  |                                               |                                               |  |
|  | Juventus                                                              | 7                                                                     |                                                                       |                                                                       |   |                     |                                                                 |                                                                 |                                                                 |                                                                 |  |  |                                                       |                                                       |                                                       |                                                       |  |  |                                                        |                                                        |                                                        |                                                        |  |  |                                               |                                               |  |
|  | Lechia Gdańsk                                                         | 0                                                                     | 2                                                                     | 2                                                                     |   |                     |                                                                 |                                                                 |                                                                 |                                                                 |  |  |                                                       |                                                       |                                                       |                                                       |  |  |                                                        |                                                        |                                                        |                                                        |  |  |                                               |                                               |  |
|  | Lechia Gdańsk                                                         | 0                                                                     | 2                                                                     | 2                                                                     |   | Juventus            | 2                                                               |                                                                 |                                                                 |                                                                 |  |  |                                                       |                                                       |                                                       |                                                       |  |  |                                                        |                                                        |                                                        |                                                        |  |  |                                               |                                               |  |
|  |                                                                       |                                                                       |                                                                       |                                                                       |   |                     |                                                                 |                                                                 |                                                                 |                                                                 |  |  |                                                       |                                                       |                                                       |                                                       |  |  |                                                        |                                                        |                                                        |                                                        |  |  |                                               |                                               |  |
|  |                                                                       |                                                                       | Porto                                                                 | 1                                                                     |   |                     |                                                                 |                                                                 |                                                                 |                                                                 |  |  |                                                       |                                                       |                                                       |                                                       |  |  |                                                        |                                                        |                                                        |                                                        |  |  |                                               |                                               |  |
|  | Valletta                                                              | 0                                                                     | Porto                                                                 | 1                                                                     | 0 | 0                   |                                                                 |                                                                 |                                                                 |                                                                 |  |  |                                                       |                                                       |                                                       |                                                       |  |  |                                                        |                                                        |                                                        |                                                        |  |  |                                               |                                               |  |
|  | Valletta                                                              | 0                                                                     |                                                                       |                                                                       |   |                     |                                                                 |                                                                 |                                                                 |                                                                 |  |  |                                                       |                                                       |                                                       |                                                       |  |  |                                                        |                                                        |                                                        |                                                        |  |  |                                               |                                               |  |
|  | Rangers                                                               | 8                                                                     | 10                                                                    | 18                                                                    |   |                     |                                                                 |                                                                 |                                                                 |                                                                 |  |  |                                                       |                                                       |                                                       |                                                       |  |  |                                                        |                                                        |                                                        |                                                        |  |  |                                               |                                               |  |
|  | Rangers                                                               | 8                                                                     | 10                                                                    | 18                                                                    |   | Rangers             | 2                                                               | 0                                                               | 2                                                               |                                                                 |  |  |                                                       |                                                       |                                                       |                                                       |  |  |                                                        |                                                        |                                                        |                                                        |  |  |                                               |                                               |  |
|  |                                                                       |                                                                       |                                                                       |                                                                       |   | Rangers             | 2                                                               | 0                                                               | 2                                                               |                                                                 |  |  |                                                       |                                                       |                                                       |                                                       |  |  |                                                        |                                                        |                                                        |                                                        |  |  |                                               |                                               |  |
|  |                                                                       |                                                                       | Porto (v.)                                                            | 1                                                                     | 1 | 2                   |                                                                 |                                                                 |                                                                 |                                                                 |  |  |                                                       |                                                       |                                                       |                                                       |  |  |                                                        |                                                        |                                                        |                                                        |  |  |                                               |                                               |  |
|  | Dinamo Zagreb                                                         | 2                                                                     | Porto (v.)                                                            | 1                                                                     | 1 | 2                   | 0                                                               | 2                                                               |                                                                 |                                                                 |  |  |                                                       |                                                       |                                                       |                                                       |  |  |                                                        |                                                        |                                                        |                                                        |  |  |                                               |                                               |  |
|  | Dinamo Zagreb                                                         | 2                                                                     |                                                                       |                                                                       |   |                     |                                                                 |                                                                 |                                                                 |                                                                 |  |  |                                                       |                                                       |                                                       |                                                       |  |  |                                                        |                                                        |                                                        |                                                        |  |  |                                               |                                               |  |
|  | Porto (v.)                                                            | 1                                                                     | 1                                                                     | 2                                                                     |   |                     |                                                                 |                                                                 |                                                                 |                                                                 |  |  |                                                       |                                                       |                                                       |                                                       |  |  |                                                        |                                                        |                                                        |                                                        |  |  |                                               |                                               |  |
|  | Porto (v.)                                                            | 1                                                                     | 1                                                                     | 2                                                                     |   | Porto               | 3                                                               | 1                                                               | 4                                                               |                                                                 |  |  |                                                       |                                                       |                                                       |                                                       |  |  |                                                        |                                                        |                                                        |                                                        |  |  |                                               |                                               |  |
|  |                                                                       |                                                                       |                                                                       |                                                                       |   |                     |                                                                 |                                                                 |                                                                 |                                                                 |  |  |                                                       |                                                       |                                                       |                                                       |  |  |                                                        |                                                        |                                                        |                                                        |  |  |                                               |                                               |  |
|  |                                                                       |                                                                       | Shakhtar Donetsk                                                      | 2                                                                     | 1 | 3                   |                                                                 |                                                                 |                                                                 |                                                                 |  |  |                                                       |                                                       |                                                       |                                                       |  |  |                                                        |                                                        |                                                        |                                                        |  |  |                                               |                                               |  |
|  | B 1901 Nykøbing                                                       | 1                                                                     | Shakhtar Donetsk                                                      | 2                                                                     | 1 | 3                   | 2                                                               | 3                                                               |                                                                 |                                                                 |  |  |                                                       |                                                       |                                                       |                                                       |  |  |                                                        |                                                        |                                                        |                                                        |  |  |                                               |                                               |  |
|  | B 1901 Nykøbing                                                       | 1                                                                     |                                                                       |                                                                       |   |                     |                                                                 |                                                                 |                                                                 |                                                                 |  |  |                                                       |                                                       |                                                       |                                                       |  |  |                                                        |                                                        |                                                        |                                                        |  |  |                                               |                                               |  |
|  | Shakhtar Donetsk                                                      | 5                                                                     | 4                                                                     | 9                                                                     |   |                     |                                                                 |                                                                 |                                                                 |                                                                 |  |  |                                                       |                                                       |                                                       |                                                       |  |  |                                                        |                                                        |                                                        |                                                        |  |  |                                               |                                               |  |
|  | Shakhtar Donetsk                                                      | 5                                                                     | 4                                                                     | 9                                                                     |   | Shakhtar Donetsk    | 1                                                               | 2                                                               | 3                                                               |                                                                 |  |  |                                                       |                                                       |                                                       |                                                       |  |  |                                                        |                                                        |                                                        |                                                        |  |  |                                               |                                               |  |
|  |                                                                       |                                                                       |                                                                       |                                                                       |   | Shakhtar Donetsk    | 1                                                               | 2                                                               | 3                                                               |                                                                 |  |  |                                                       |                                                       |                                                       |                                                       |  |  |                                                        |                                                        |                                                        |                                                        |  |  |                                               |                                               |  |
|  |                                                                       |                                                                       | Servette                                                              | 0                                                                     | 1 | 1                   |                                                                 |                                                                 |                                                                 |                                                                 |  |  |                                                       |                                                       |                                                       |                                                       |  |  |                                                        |                                                        |                                                        |                                                        |  |  |                                               |                                               |  |
|  | Servette                                                              | 4                                                                     | Servette                                                              | 0                                                                     | 1 | 1                   | 5                                                               | 9                                                               |                                                                 |                                                                 |  |  |                                                       |                                                       |                                                       |                                                       |  |  |                                                        |                                                        |                                                        |                                                        |  |  |                                               |                                               |  |
|  | Servette                                                              | 4                                                                     |                                                                       |                                                                       |   |                     |                                                                 |                                                                 |                                                                 |                                                                 |  |  |                                                       |                                                       |                                                       |                                                       |  |  |                                                        |                                                        |                                                        |                                                        |  |  |                                               |                                               |  |
|  | Avenir Beggen                                                         | 0                                                                     | 1                                                                     | 1                                                                     |   |                     |                                                                 |                                                                 |                                                                 |                                                                 |  |  |                                                       |                                                       |                                                       |                                                       |  |  |                                                        |                                                        |                                                        |                                                        |  |  |                                               |                                               |  |
|  | Avenir Beggen                                                         | 0                                                                     | 1                                                                     | 1                                                                     |   | Porto               | 1                                                               | 1                                                               | 2                                                               |                                                                 |  |  |                                                       |                                                       |                                                       |                                                       |  |  |                                                        |                                                        |                                                        |                                                        |  |  |                                               |                                               |  |
|  |                                                                       |                                                                       |                                                                       |                                                                       |   |                     |                                                                 |                                                                 |                                                                 |                                                                 |  |  |                                                       |                                                       |                                                       |                                                       |  |  |                                                        |                                                        |                                                        |                                                        |  |  |                                               |                                               |  |
|  |                                                                       |                                                                       | Aberdeen                                                              | 0                                                                     | 0 | 0                   |                                                                 |                                                                 |                                                                 |                                                                 |  |  |                                                       |                                                       |                                                       |                                                       |  |  |                                                        |                                                        |                                                        |                                                        |  |  |                                               |                                               |  |
|  | AEK Atenas                                                            | 2                                                                     | Aberdeen                                                              | 0                                                                     | 0 | 0                   | 1                                                               | 3                                                               |                                                                 |                                                                 |  |  |                                                       |                                                       |                                                       |                                                       |  |  |                                                        |                                                        |                                                        |                                                        |  |  |                                               |                                               |  |
|  | AEK Atenas                                                            | 2                                                                     |                                                                       |                                                                       |   |                     |                                                                 |                                                                 |                                                                 |                                                                 |  |  |                                                       |                                                       |                                                       |                                                       |  |  |                                                        |                                                        |                                                        |                                                        |  |  |                                               |                                               |  |
|  | Újpesti Dózsa                                                         | 0                                                                     | 4                                                                     | 4                                                                     |   |                     |                                                                 |                                                                 |                                                                 |                                                                 |  |  |                                                       |                                                       |                                                       |                                                       |  |  |                                                        |                                                        |                                                        |                                                        |  |  |                                               |                                               |  |
|  | Újpesti Dózsa                                                         | 0                                                                     | 4                                                                     | 4                                                                     |   | Újpesti Dózsa (v.)  | 3                                                               | 2                                                               | 5                                                               |                                                                 |  |  |                                                       |                                                       |                                                       |                                                       |  |  |                                                        |                                                        |                                                        |                                                        |  |  |                                               |                                               |  |
|  |                                                                       |                                                                       |                                                                       |                                                                       |   | Újpesti Dózsa (v.)  | 3                                                               | 2                                                               | 5                                                               |                                                                 |  |  |                                                       |                                                       |                                                       |                                                       |  |  |                                                        |                                                        |                                                        |                                                        |  |  |                                               |                                               |  |
|  |                                                                       |                                                                       | Colonia                                                               | 1                                                                     | 4 | 5                   |                                                                 |                                                                 |                                                                 |                                                                 |  |  |                                                       |                                                       |                                                       |                                                       |  |  |                                                        |                                                        |                                                        |                                                        |  |  |                                               |                                               |  |
|  | Wacker Innsbruck                                                      | 1                                                                     | Colonia                                                               | 1                                                                     | 4 | 5                   | 1                                                               | 2                                                               |                                                                 |                                                                 |  |  |                                                       |                                                       |                                                       |                                                       |  |  |                                                        |                                                        |                                                        |                                                        |  |  |                                               |                                               |  |
|  | Wacker Innsbruck                                                      | 1                                                                     |                                                                       |                                                                       |   |                     |                                                                 |                                                                 |                                                                 |                                                                 |  |  |                                                       |                                                       |                                                       |                                                       |  |  |                                                        |                                                        |                                                        |                                                        |  |  |                                               |                                               |  |
|  | Colonia                                                               | 0                                                                     | 7                                                                     | 7                                                                     |   |                     |                                                                 |                                                                 |                                                                 |                                                                 |  |  |                                                       |                                                       |                                                       |                                                       |  |  |                                                        |                                                        |                                                        |                                                        |  |  |                                               |                                               |  |
|  | Colonia                                                               | 0                                                                     | 7                                                                     | 7                                                                     |   | Újpesti Dózsa       | 2                                                               | 0                                                               | 2                                                               |                                                                 |  |  |                                                       |                                                       |                                                       |                                                       |  |  |                                                        |                                                        |                                                        |                                                        |  |  |                                               |                                               |  |
|  |                                                                       |                                                                       |                                                                       |                                                                       |   |                     |                                                                 |                                                                 |                                                                 |                                                                 |  |  |                                                       |                                                       |                                                       |                                                       |  |  |                                                        |                                                        |                                                        |                                                        |  |  |                                               |                                               |  |
|  |                                                                       |                                                                       | Aberdeen (t. s.)                                                      | 0                                                                     | 3 | 3                   |                                                                 |                                                                 |                                                                 |                                                                 |  |  |                                                       |                                                       |                                                       |                                                       |  |  |                                                        |                                                        |                                                        |                                                        |  |  |                                               |                                               |  |
|  | Enosis Neon Paralimni                                                 | 2                                                                     | Aberdeen (t. s.)                                                      | 0                                                                     | 3 | 3                   | 1                                                               | 3                                                               |                                                                 |                                                                 |  |  |                                                       |                                                       |                                                       |                                                       |  |  |                                                        |                                                        |                                                        |                                                        |  |  |                                               |                                               |  |
|  | Enosis Neon Paralimni                                                 | 2                                                                     |                                                                       |                                                                       |   |                     |                                                                 |                                                                 |                                                                 |                                                                 |  |  |                                                       |                                                       |                                                       |                                                       |  |  |                                                        |                                                        |                                                        |                                                        |  |  |                                               |                                               |  |
|  | Beveren                                                               | 4                                                                     | 3                                                                     | 7                                                                     |   |                     |                                                                 |                                                                 |                                                                 |                                                                 |  |  |                                                       |                                                       |                                                       |                                                       |  |  |                                                        |                                                        |                                                        |                                                        |  |  |                                               |                                               |  |
|  | Beveren                                                               | 4                                                                     | 3                                                                     | 7                                                                     |   | Beveren             | 0                                                               | 1                                                               | 1                                                               |                                                                 |  |  |                                                       |                                                       |                                                       |                                                       |  |  |                                                        |                                                        |                                                        |                                                        |  |  |                                               |                                               |  |
|  |                                                                       |                                                                       |                                                                       |                                                                       |   | Beveren             | 0                                                               | 1                                                               | 1                                                               |                                                                 |  |  |                                                       |                                                       |                                                       |                                                       |  |  |                                                        |                                                        |                                                        |                                                        |  |  |                                               |                                               |  |
|  |                                                                       |                                                                       | Aberdeen                                                              | 0                                                                     | 4 | 4                   |                                                                 |                                                                 |                                                                 |                                                                 |  |  |                                                       |                                                       |                                                       |                                                       |  |  |                                                        |                                                        |                                                        |                                                        |  |  |                                               |                                               |  |
|  | ÍA                                                                    | 1                                                                     | Aberdeen                                                              | 0                                                                     | 4 | 4                   | 1                                                               | 2                                                               |                                                                 |                                                                 |  |  |                                                       |                                                       |                                                       |                                                       |  |  |                                                        |                                                        |                                                        |                                                        |  |  |                                               |                                               |  |
|  | ÍA                                                                    | 1                                                                     |                                                                       |                                                                       |   |                     |                                                                 |                                                                 |                                                                 |                                                                 |  |  |                                                       |                                                       |                                                       |                                                       |  |  |                                                        |                                                        |                                                        |                                                        |  |  |                                               |                                               |  |
|  | Aberdeen                                                              | 2                                                                     | 1                                                                     | 3                                                                     |   |                     |                                                                 |                                                                 |                                                                 |                                                                 |  |  |                                                       |                                                       |                                                       |                                                       |  |  |                                                        |                                                        |                                                        |                                                        |  |  |                                               |                                               |  |

### Octavos de final
Ida
| 19-10-1983 | NEC                          | 2–3     | Barcelona                                        | Goffertstadion, Nijmegen                                  |                                                           |
|            | A. Janssen 5' · Mommertz 44' | Reporte | Migueli 45' · van Rossum 55' (a.g.) · Urbano 70' | Asistencia: 24,450 espectadores Árbitro(s): Heinz Fahnler | Asistencia: 24,450 espectadores Árbitro(s): Heinz Fahnler |

| 19-10-1983 | Spartak Varna | 1–2     | Manchester United      | Yuri Gagarin Stadium, Varna                                   |                                                               |
|            | Dimov 11'     | Reporte | Robson 9' · Graham 48' | Asistencia: 23,200 espectadores Árbitro(s): Walter Eschweiler | Asistencia: 23,200 espectadores Árbitro(s): Walter Eschweiler |

| 19-10-1983 | Hammarby       | 1–1     | Haka         | Söderstadion, Stockholm                                         |                                                                 |
|            | B. Ohlsson 75' | Reporte | Kujanpää 33' | Asistencia: 5,995 espectadores Árbitro(s): Eysteinn Guðmundsson | Asistencia: 5,995 espectadores Árbitro(s): Eysteinn Guðmundsson |

| 19-10-1983 | PSG                     | 2–2     | Juventus                 | Parc des Princes, Paris                                      |                                                              |
|            | Couriol 39' · N'Gom 90' | Reporte | Boniek 62' · Cabrini 76' | Asistencia: 48,776 espectadores Árbitro(s): Vojtech Christov | Asistencia: 48,776 espectadores Árbitro(s): Vojtech Christov |

| 19-10-1983 | Rangers                  | 2–1     | Porto       | Ibrox Park, Glasgow                                            |                                                                |
|            | Clark 35' · Mitchell 84' | Reporte | Jacques 86' | Asistencia: 27,894 espectadores Árbitro(s): Siegfried Kirschen | Asistencia: 27,894 espectadores Árbitro(s): Siegfried Kirschen |

| 19-10-1983 | Shakhtar Donetsk | 1–0     | Servette | Shakhtar Stadium, Donetsk                                 |                                                           |
|            | Hrachov 85'      | Reporte |          | Asistencia: 37,450 espectadores Árbitro(s): Arto Ravander | Asistencia: 37,450 espectadores Árbitro(s): Arto Ravander |

| 19-10-1983 | Újpest                       | 3–1     | Köln        | Megyeri úti Stadion, Budapest                            |                                                          |
|            | Kiss 38', 63' · Kisznyér 43' | Reporte | Steiner 75' | Asistencia: 5,729 espectadores Árbitro(s): Gerald Losert | Asistencia: 5,729 espectadores Árbitro(s): Gerald Losert |

| 19-10-1983 | Beveren | 0–0     | Aberdeen | Freethiel, Beveren                                        |                                                           |
|            |         | Reporte |          | Asistencia: 11,200 espectadores Árbitro(s): Dušan Krchňák | Asistencia: 11,200 espectadores Árbitro(s): Dušan Krchňák |

Vuelta
| 1-11-1983 | Servette    | 1–2 (Global 1-3) | Shakhtar Donetsk    | Charmilles Stadium, Geneva                                   |                                                              |
|           | Brigger 88' | Reporte          | Varnavskyi 58', 61' | Asistencia: 14,400 espectadores Árbitro(s): Alder dos Santos | Asistencia: 14,400 espectadores Árbitro(s): Alder dos Santos |

| 2-11-1983 | Barcelona                   | 2–0 (Global 5-2) | NEC | Estadio del FC Barcelona, Barcelona                        |                                                            |
|           | Periko Alonso 3' · Clos 43' | Reporte          |     | Asistencia: 16,500 espectadores Árbitro(s): Károly Palotai | Asistencia: 16,500 espectadores Árbitro(s): Károly Palotai |

| 2-11-1983 | Manchester United | 2–0 (Global 4-1) | Spartak Varna | Old Trafford, Manchester                                 |                                                          |
|           | Stapleton 1', 31' | Reporte          |               | Asistencia: 39,079 espectadores Árbitro(s): Ulf Eriksson | Asistencia: 39,079 espectadores Árbitro(s): Ulf Eriksson |

| 2-11-1983 | Haka                         | 2–1 (t. s.)(Global 3-2) | Hammarby    | Tehtaan kenttä, Valkeakoski                                    |                                                                |
|           | Nissinen 40' · Kujanpää 109' | Reporte                 | Holmberg 3' | Asistencia: 3,891 espectadores Árbitro(s): Aleksander Suchanek | Asistencia: 3,891 espectadores Árbitro(s): Aleksander Suchanek |

| 2-11-1983                                             | Juventus | 0–0 (Global 2-2) | Paris Saint-Germain | Stadio Comunale Vittorio Pozzo, Turin                   |                                                         |
|                                                       |          | Reporte          |                     | Asistencia: 53,610 espectadores Árbitro(s): Volker Roth | Asistencia: 53,610 espectadores Árbitro(s): Volker Roth |
| Juventus clasificó por la regla del gol de visitante. |          |                  |                     |                                                         |                                                         |

| 2-11-1983                                          | Porto     | 1–0 (Global 2-2) | Rangers | Estádio das Antas, Porto                                  |                                                           |
|                                                    | Gomes 52' | Reporte          |         | Asistencia: 40,000 espectadores Árbitro(s): Pietro D'Elia | Asistencia: 40,000 espectadores Árbitro(s): Pietro D'Elia |
| Porto clasificó por la regla del gol de visitante. |           |                  |         |                                                           |                                                           |

| 2-11-1983                                           | Köln                                          | 4–2 (Global 5-5) | Újpest                        | Müngersdorfer Stadion, Cologne                          |                                                         |
|                                                     | Strack 17' · Littbarski 43' · Allofs 47', 88' | Reporte          | Strack 8' (a.g.) · Fekete 69' | Asistencia: 45,000 espectadores Árbitro(s): Svein Thime | Asistencia: 45,000 espectadores Árbitro(s): Svein Thime |
| Újpest clasificó por la regla del gol de visitante. |                                               |                  |                               |                                                         |                                                         |

| 2-11-1983 | Aberdeen                                          | 4–1 (Global 4-1) | Beveren     | Pittodrie Stadium, Aberdeen                                       |                                                                   |
|           | Strachan 38', 60' (pen.) · Simpson 44' · Weir 69' | Reporte          | Theunis 73' | Asistencia: 23,500 espectadores Árbitro(s): Henning Lund-Sørensen | Asistencia: 23,500 espectadores Árbitro(s): Henning Lund-Sørensen |

### Cuartos de final
Ida
| 7-3-1984 | Barcelona                  | 2–0     | Manchester United | Estadio del FC Barcelona, Barcelona                        |                                                            |
|          | Hogg 33' (a.g.) · Rojo 89' | Reporte |                   | Asistencia: 94,000 espectadores Árbitro(s): Michel Vautrot | Asistencia: 94,000 espectadores Árbitro(s): Michel Vautrot |

| 7-3-1984 | Haka | 0–1     | Juventus    | Stade de la Meinau, Strasbourg, Francia                |                                                        |
|          |      | Reporte | Vignola 90' | Asistencia: 17,152 espectadores Árbitro(s): Ib Nielsen | Asistencia: 17,152 espectadores Árbitro(s): Ib Nielsen |

| 7-3-1984 | Porto                                         | 3–2     | Shakhtar Donetsk            | Estádio das Antas, Porto                                   |                                                            |
|          | Pacheco 41' (pen.) · Frasco 47' · Jacques 70' | Reporte | Morozov 6' · Sokolovsky 37' | Asistencia: 55,000 espectadores Árbitro(s): John Carpenter | Asistencia: 55,000 espectadores Árbitro(s): John Carpenter |

| 7-3-1984 | Újpest                    | 2–0     | Aberdeen | Megyeri úti Stadion, Budapest                           |                                                         |
|          | Kisznyér 49' · Herédi 78' | Reporte |          | Asistencia: 15,803 espectadores Árbitro(s): Talal Tokat | Asistencia: 15,803 espectadores Árbitro(s): Talal Tokat |

Vuelta
| 21-3-1984 | Manchester United               | 3–0 (Global 3-2) | Barcelona | Old Trafford, Manchester                                  |                                                           |
|           | Robson 23', 51' · Stapleton 53' | Reporte          |           | Asistencia: 58,350 espectadores Árbitro(s): Paolo Casarin | Asistencia: 58,350 espectadores Árbitro(s): Paolo Casarin |

| 21-3-1984 | Juventus     | 1–0 (Global 2-0) | Haka | Stadio Comunale Vittorio Pozzo, Turin                 |                                                       |
|           | Tardelli 15' | Reporte          |      | Asistencia: 22,136 espectadores Árbitro(s): Ioan Igna | Asistencia: 22,136 espectadores Árbitro(s): Ioan Igna |

| 21-3-1984 | Shakhtar Donetsk | 1–1 (Global 3-4) | Porto     | Shakhtar Stadium, Donetsk                                |                                                          |
|           | Hrachov 63'      | Reporte          | Walsh 72' | Asistencia: 40,000 espectadores Árbitro(s): Franz Wöhrer | Asistencia: 40,000 espectadores Árbitro(s): Franz Wöhrer |

| 21-3-1984 | Aberdeen             | 3–0 (t. s.)(Global 3-2) | Újpest | Pittodrie Stadium, Aberdeen                               |                                                           |
|           | McGhee 38', 85', 94' | Reporte                 |        | Asistencia: 22,139 espectadores Árbitro(s): Alexis Ponnet | Asistencia: 22,139 espectadores Árbitro(s): Alexis Ponnet |

### Semifinales
Ida
| 11-4-1984 | Manchester United | 1–1     | Juventus  | Old Trafford, Manchester                               |                                                        |
|           | Davies 35'        | Reporte | Rossi 14' | Asistencia: 58,231 espectadores Árbitro(s): Jan Keizer | Asistencia: 58,231 espectadores Árbitro(s): Jan Keizer |

| 11-4-1984 | Porto     | 1–0     | Aberdeen | Estádio das Antas, Porto                              |                                                       |
|           | Gomes 14' | Reporte |          | Asistencia: 45,000 espectadores Árbitro(s): Ioan Igna | Asistencia: 45,000 espectadores Árbitro(s): Ioan Igna |

Vuelta
| 25-4-1984 | Juventus               | 2–1 (Global 3-2) | Manchester United | Stadio Comunale Vittorio Pozzo, Turin                     |                                                           |
|           | Boniek 13' · Rossi 90' | Reporte          | Whiteside 70'     | Asistencia: 54,555 espectadores Árbitro(s): Alexis Ponnet | Asistencia: 54,555 espectadores Árbitro(s): Alexis Ponnet |

| 25-4-1984 | Aberdeen | 0–1 (Global 0-2) | Porto           | Pittodrie Stadium, Aberdeen                               |                                                           |
|           |          | Reporte          | Vermelhinho 76' | Asistencia: 23,806 espectadores Árbitro(s): Dušan Krchňák | Asistencia: 23,806 espectadores Árbitro(s): Dušan Krchňák |

## Final
| 1  | POR | Stefano Tacconi     |     |
| 2  | DEF | Claudio Gentile     |     |
| 3  | DEF | Sergio Brio         |     |
| 4  | DEF | Gaetano Scirea      |     |
| 5  | DEF | Antonio Cabrini     |     |
| 6  | MED | Marco Tardelli      |     |
| 7  | MED | Massimo Bonini      |     |
| 8  | MED | Beniamino Vignola   | 89' |
| 10 | MED | Michel Platini      |     |
| 9  | DEL | Paolo Rossi         |     |
| 11 | DEL | Zbigniew Boniek     |     |
| DT | DT  | Giovanni Trapattoni |     |

| 1  | POR | Zé Beto              |     |
| 2  | DEF | João Pinto           |     |
| 3  | DEF | António Lima Pereira |     |
| 4  | DEF | Eurico Gomes         |     |
| 5  | DEF | Eduardo Luís         | 82' |
| 6  | MED | Jaime Magalhães      | 65' |
| 7  | MED | António Frasco       |     |
| 8  | MED | Jaime Pacheco        |     |
| 9  | MED | António Sousa        |     |
| 10 | DEL | Fernando Gomes       |     |
| 11 | DEL | Carlos Vermelhinho   |     |
| DT | DT  | José Maria Pedroto   |     |

| 13 | DEF | Nicola Caricola | 89' |

| 16 | DEL | Mickey Walsh | 65' |
| 15 | MED | José Costa   | 82' |

|  | 12' | Benimiano Vignola | 1-0 |
|  | 41' | Zbigniew Boniek   | 2-1 |

|  | 29' | António Sousa | 1-1 |

|  | 88' | Michel Platini |

|  | 58' | Eduardo Luis         |
|  | 61' | Antonio Lima Pereira |

| Árbitro | Adolf Prokop |

| 1  | POR | Stefano Tacconi     |     |
| 2  | DEF | Claudio Gentile     |     |
| 3  | DEF | Sergio Brio         |     |
| 4  | DEF | Gaetano Scirea      |     |
| 5  | DEF | Antonio Cabrini     |     |
| 6  | MED | Marco Tardelli      |     |
| 7  | MED | Massimo Bonini      |     |
| 8  | MED | Beniamino Vignola   | 89' |
| 10 | MED | Michel Platini      |     |
| 9  | DEL | Paolo Rossi         |     |
| 11 | DEL | Zbigniew Boniek     |     |
| DT | DT  | Giovanni Trapattoni |     |

| 1  | POR | Zé Beto              |     |
| 2  | DEF | João Pinto           |     |
| 3  | DEF | António Lima Pereira |     |
| 4  | DEF | Eurico Gomes         |     |
| 5  | DEF | Eduardo Luís         | 82' |
| 6  | MED | Jaime Magalhães      | 65' |
| 7  | MED | António Frasco       |     |
| 8  | MED | Jaime Pacheco        |     |
| 9  | MED | António Sousa        |     |
| 10 | DEL | Fernando Gomes       |     |
| 11 | DEL | Carlos Vermelhinho   |     |
| DT | DT  | José Maria Pedroto   |     |

| 13 | DEF | Nicola Caricola | 89' |

| 16 | DEL | Mickey Walsh | 65' |
| 15 | MED | José Costa   | 82' |

|  | 12' | Benimiano Vignola | 1-0 |
|  | 41' | Zbigniew Boniek   | 2-1 |

|  | 29' | António Sousa | 1-1 |

|  | 88' | Michel Platini |

|  | 58' | Eduardo Luis         |
|  | 61' | Antonio Lima Pereira |

| Árbitro | Adolf Prokop |

## Campeón
| Bandera de Italia          |
| Campeón Juventus 1° título |

## Goleadores
Los máximos goleadores de la Recopa de Europa 1983–84 fueron:
| Lugar | Jugador           | Equipo            | Goles |
| ----- | ----------------- | ----------------- | ----- |
| 1     | Serhiy Morozov    | Shakhtar Donetsk  | 5     |
| 1     | Viktor Hrachov    | Shakhtar Donetsk  | 5     |
| 1     | Mark McGhee       | Aberdeen          | 5     |
| 4     | Jean-Paul Brigger | Servette          | 4     |
| 4     | Klaus Allofs      | Köln              | 4     |
| 4     | John MacDonald    | Rangers           | 4     |
| 4     | Dave McPherson    | Rangers           | 4     |
| 4     | Bryan Robson      | Manchester United | 4     |
| 4     | Frank Stapleton   | Manchester United | 4     |
| 4     | Fernando Gomes    | Porto             | 4     |
| 4     | Domenico Penzo    | Juventus          | 4     |
| 4     | Zbigniew Boniek   | Juventus          | 4     |